# Michael Martínez Gonzales
Michael Martínez Gonzales (Talavera, Apurímac, 31 de agosto de 1965) es un abogado y político peruano. Fue congresista de la república por la región Apurímac durante el período 2001-2006.

## Biografía
Michael Martínez nació el 31 de agosto del año 1965 en Talavera, ciudad ubicada en la provincia de Andahuaylas del departamento de Apurímac en Perú. Es hijo de Víctor Martínez e Irene Gonzales.
Realizó sus estudios primarios en el Colegio 54177 y los secundarios en el Colegio Gregorio Martinelli en su natal Talavera. Luego ingresó a la Universidad Andina del Cusco, en donde estudió la carrera de Derecho.
Fue miembro del partido Unión por el Perú donde ejerció como segundo vicepresidente del partido desde marzo del 2004 hasta junio del 2006, fecha en la que terminaría renunciando.

### Congresista
Para las elecciones generales del 2001, se apuntó como candidato al Congreso de la República representando al Departamento de Apurímac por Unión por el Perú - Social Democracia. Martínez resultó elegido congresista, con 10,346 votos, para el período parlamentario 2001-2006.
Durante su labor parlamentaria, ejerció como quinto vicepresidente de la Mesa Directiva presidida por Ántero Flores-Aráoz desde 2004 hasta el 2005.
En las elecciones regionales del 2010, Martínez regresó a la política como candidato al Gobierno Regional de Apurímac por el Movimiento Popular Kallpa, movimiento fundado por él mismo en marzo del 2010. Sin embargo, no resultó elegido. De igual manera en las elecciones regionales del 2014 donde, a pesar de que pasó a la 2.ª vuelta, quedó en 2.º lugar tras la victoria de Wilber Venegas.
Volvió a postular en las elecciones regionales del 2018. Luego del resultado, pasó a 2.ª vuelta con Baltazar Lantarón del Movimiento Regional Llankasun Kuska, donde este resultó ganador y Martínez quedó nuevamente en el 2.º lugar.